# 王波 (1971年)
王波（1971年5月—），男，汉族，云南盐津人，中华人民共和国政治人物，中国共产党党员。四川大学经济学院政治经济学专业毕业，研究生学历，经济学博士学位，讲师。第十三届全国人民代表大会四川地区代表。

## 生平
2017年6月，任攀枝花市市长。2018年2月24日，当选为第十三届全国人大代表。
2020年1月，王波任四川省生态环境厅厅长。
2022年6月，涉嫌严重违纪违法，正接受纪律审查和监察调查。
2022年7月28日，被四川省人大常委会罢免全国人民代表大会代表职务，代表资格终止。